# Gongchuan, Fujian
Gongchuan (kinesiska: 贡川) är en köping i sydöstra Kina. Den ligger i Yong'an i staden Sanming i provinsen Fujian, omkring 190 kilometer väster om provinshuvudstaden Fuzhou. Antalet invånare är 8 665. Befolkningen består av 4 095 kvinnor och 4 570 män. Barn under 15 år utgör 16,0 %, vuxna 15-64 år 72 %, och äldre över 65 år 11,0 %.